# Ashmeadiella lateralis
Ashmeadiella lateralis là một loài Hymenoptera trong họ Megachilidae. Loài này được Michener mô tả khoa học năm 1936.